# Adam Cohen
Adam Ezra Cohen (Nueva York, 1979) es un químico, biólogo, físico y educador estadounidense. Recibió el Premio Presidencial de Carrera Temprana para Científicos e Ingenieros y fue seleccionado por MIT Technology Review para la lista TR35 de los principales innovadores menores de 35 años del mundo.

## Biografía

### Primeros años
Nació en 1979 en Nueva York. Es hijo de Joel E. Cohen, profesor de población Abby Rockefeller Mauze en la Universidad Rockefeller. Asistió a la escuela primaria Hunter College y a la escuela secundaria Hunter College, una escuela especializada para superdotados en Nueva York. Se graduó Phi Beta Kappa y summa cum laude de la Universidad de Harvard con una licenciatura en química y física. Recibió un doctorado en física teórica por la Universidad de Cambridge, donde fue Marshall Scholar, en 2003, y un Ph.D. en física experimental de Stanford en 2006 con William E. Moerner. Completó una beca postdoctoral en química en la Universidad Stanford en 2007.
Se desempeña como profesor de química, biología química y física en la Universidad de Harvard.
Junto a su colega, el científico, Benjamin Rapoport, visitaron Liberia trabajando en educación científica. En su primer viaje en junio de 2009, los dos recorrieron el país, mientras que en 2010 llevaron a cabo un programa de capacitación intensivo en la Universidad de Liberia que combinó conceptos básicos de ciencias, enseñanza en el aula, técnicas de laboratorio e investigación independiente.

### Investigación
Su investigación combina la construcción de herramientas físicas para sondear moléculas biológicas, utilizando nanofabricación, láseres, microfluidos, electrónica y bioquímica para generar datos. Su investigación actual incluye espectroscopia de molécula única de rodopsinas microbianas, el movimiento de bacterias en el moco y nuevos efectos magnetoópticos y quirópticos en moléculas orgánicas.

### Premios
En 2012, Popular Science nombró a Cohen como uno de los "10 brillantes: los 10 científicos jóvenes más prometedores que trabajan en la actualidad". En 2010 ganó el Premio Presidencial de Carrera Temprana para Científicos e Ingenieros del Departamento de Defensa. y el Premio al Nuevo Innovador del Director de los NIH. En 2007, fue incluido en el MIT Technology Review TR35 como uno de los 35 principales innovadores del mundo menores de 35 años. En la escuela secundaria, ganó el concurso Westinghouse Science Talent Search, ahora Intel Science Talent Search, por un invento que implicaba construir un microscopio de efecto túnel en su dormitorio. También fue incluido en la Galería Nacional para Jóvenes Inventores de Estados Unidos por el mismo invento en 1998.
En 2014, ganó el Premio Nacional Blavatnik para Jóvenes Científicos a nivel nacional inaugural, otorgado por la Blavatnik Family Foundation y la Academia de Ciencias de  Nueva York para "celebrar a los científicos e ingenieros universitarios más innovadores y prometedores de Estados Unidos.